# Buļļu Sala
Buļļu Sala (ryska: Ostrov Bull’u) är en ö i Lettland.   Den ligger i kommunen Riga, i den centrala delen av landet, 11 km nordväst om huvudstaden Riga.